# 雷地区谢
雷地区谢（法語：Cheix-en-Retz，法語發音：[ʃɛ ã ʁɛ] ⓘ）是法国大西洋卢瓦尔省的一个市镇，位于该省中部，属于南特区。该市镇总面积8.34平方公里，2009年时的人口为821人。

## 人口
雷地区谢人口变化图示